# Purpuropuntia
Purpuropuntia (Opuntia macrocentra) är en suckulent växt inom släktet opuntior (Opuntia) och familjen kaktusväxter. Arten förekommer naturligt i sydcentrala USA och till nordöstra Mexiko.  

## Odling
Arten anses inte vara härdig på friland i Sverige, utan att den enbart skulle kunna klara sig i ett ouppvärmt växthus. Den finns dock på friland i östra Skånes sandmarker.

## Synonymer
Opuntia violacea Engelmann ex B. D. Jackson
Opuntia violacea var. castetteri L. D. Benson
Opuntia violacea var. macrocentra (Engelmann) L. D. Benson